# François Garcia
Pour les articles homonymes, voir García.
François Garcia, né le 3 septembre 1957 à Saïda en Algérie française est une personnalité du handball français, d'abord en tant qu'arbitre international avec son binôme Jean-Pierre Moréno puis en tant que dirigeant au sein de la Fédération française de handball.

## Biographie

### Carrière d'arbitre
François Garcia a été est un arbitre international français de handball. Il arbitre avec son binôme Jean-Pierre Moréno à partir de 1982, accédant au stade d'arbitres internationaux en 1991. Ils s'imposent aussi comme l'un des meilleurs binômes français et sont ainsi amenés à diriger des matchs importants, tels le match décisif donnant le titre de champion de France 1995 au Montpellier Handball au détriment de l'OM Vitrolles où la finale aller de la Ligue des champions en 1996.
Le duo participe également à trois Championnats du monde (1995, 1997 et 1999), deux Championnats d'Europe (1998 et 2000) et deux éditions des Jeux olympiques (Atlanta 1996 et Sydney 2000), avec en point d'orgue la finale du tournoi féminin des JO de Sydney. François Garcia met un terme à sa carrière d'arbitre au début des années 2000.

### Carrière de dirigeant
Il intègre par la suite la Ligue du Languedoc-Roussillon de handball puis devient président de la Commission centrale d'arbitrage de la Fédération française de handball durant 3 mandats. Durant sa présidence, François Garcia s'est investi sur tous les niveaux et auprès des différents acteurs officiant au service des joueurs : Juges arbitres et officiels de la table de marque. Il est en suite le Directeur National de l'Arbitrage (DNA) au sein de la Fédération française de handball.
Il met fin à sa carrière professionnelle en décembre 2022 en finalisant l'un des projets qui lui tenait tant à cœur : "la professionnalisation de l'arbitrage" ; grâce à sa ténacité, deux binômes de juges arbitres seront professionnels et salariés de la Fédération lors de la saison 2022 / 2023.   